# Michael Birkenbihl
Michael Birkenbihl (* 1921; † 1993) war ein deutscher Mediziner und Psychologe, der seit 1970 als selbständiger Personaltrainer, Autor und Unternehmensberater arbeitete.

## Leben
Michael Birkenbihl war Sohn des Schriftstellers Michael Josef Maria Birkenbihl (1877–1960). Nach seinem Studium widmete er sich der Marktforschung und Werbung und war zehn Jahre im Außendienst tätig.
Seine Tochter, Vera Felicitas Birkenbihl, aktualisierte seine bekannteste Veröffentlichung Train the Trainer nach seinem Tod bis zu ihrem eigenen Tod im Jahr 2011.

## Veröffentlichungen
- Schnellkurs zum Lebenskünstler. mvg Verlag, München 1994, ISBN 978-3-478-08488-8.
- Gruppenentscheidungen zielorientiert moderieren. Walhalla, Regensburg 1993, ISBN 3-8029-7802-1.
- Im Zweifelsfall allein entscheiden. mvg Verlag, München 1992, ISBN 978-3-478-81130-9.
- Rollenspiele schnell trainiert. mvg Verlag, München 1992, ISBN 3-478-81173-2.
- Wer repariert den Chef? Bayerische Verlagsanstalt, 1992, ISBN 978-3-87052-742-6.
- Schnellkurs zum „totalen“ Verkäufer.  Bayerische Verlagsanstalt, 1991, ISBN 978-3-87052-683-2.
- Karriere und innere Harmonie sind möglich. mvg-Verlag, 1991, ISBN 978-3-478-81121-7.
- Schnellkurs zum Manager. Bayerische Verlagsanstalt, Bamberg 1991, ISBN 978-3-89694-680-5.
- Schnellkurs zum Ausbilder. Bayerische Verlagsanstalt, Bamberg 1990, ISBN 978-3-87052-679-5.
- Karriere plus innere Harmonie. So können Sie beides schaffen. Ariston, 1987, ISBN 978-3-7205-1335-7.
- Verkaufspsychologie und Verkaufstechnik. Bayerische Verlagsanstalt, Bamberg 1985, ISBN 3-87052-720-X.
- Chef-Brevier. mvg-Verlag, 1982, ISBN 978-3-478-81129-3.
- Kleines Arbeitshandbuch für Ausbilder und Dozenten. Train the Trainer. Einschliesslich der Verordnung über die berufs- und arbeitspädagogische Eignung für die Berufsausbildung in der gewerblichen Wirtschaft (Ausbilder-Eignungsverordnung). Verlag Moderne Industrie, München 1973; Nachfolgewerk: Train the Trainer. 20. Auflage. mi-Wirtschaftsbuch, München 2011, ISBN 978-3-86880-125-5.